# Cupa Orașelor Târguri 1969-1970
Cupa Orașelor Târguri 1969-1970 a fost cea de-a douăsprezecea ediție a Cupei Orașelor Târguri. Câștigătoare a devenit Arsenal FC, care a învins în finală pe RSC Anderlecht. 

## Prima rundă
| Echipa #1            | Total | Echipa #2         | Tur  | Retur |
| -------------------- | ----- | ----------------- | ---- | ----- |
| Valur                | 0–8   | Anderlecht        | 0–6  | 0–2   |
| Jeunesse Esch        | 3–6   | Coleraine         | 3–2  | 0–4   |
| Dunfermline Athletic | 4–2   | Bordeaux          | 4–0  | 0–2   |
| Vojvodina            | 1–2   | Gwardia Varșovia  | 0–1  | 1–1   |
| Hvidovre             | 1–4   | Porto             | 1–2  | 0–2   |
| Dundee United        | 1–3   | Newcastle United  | 1–2  | 0–1   |
| Vitória de Guimarães | 2–1   | Baník Ostrava     | 1–0  | 1–1   |
| Rosenborg            | 1–2   | Southampton       | 1–0  | 0–2   |
| Vitória de Setúbal   | 7–2   | Rapid București   | 3–1  | 4–1   |
| Liverpool            | 14–0  | Dundalk           | 10–0 | 4–0   |
| Las Palmas           | 0–1   | Hertha BSC        | 0–0  | 0–1   |
| Juventus             | 5–2   | Lokomotiv Plovdiv | 3–1  | 2–1   |
| Lausanne-Sport       | 2–4   | Győr              | 1–2  | 1–2   |
| Barcelona            | 6–0   | B 1913            | 4–0  | 2–0   |
| Hansa Rostock        | 3–2   | Panionios         | 3–0  | 0–2   |
| Internazionale       | 4–0   | Sparta Praga      | 3–0  | 1–0   |
| Zürich               | 4–5   | Kilmarnock        | 3–2  | 1–3   |
| Slavia Sofia         | 3–1   | Valencia          | 2–0  | 1–1   |
| TSV 1860 München     | 3–4   | Skeid             | 2–2  | 1–2   |
| Dinamo Bacău         | 7–0   | Floriana          | 6–0  | 1–0   |
| Charleroi            | 5–2   | Zagreb            | 2–1  | 3–1   |
| Rouen                | 2–1   | Twente            | 2–0  | 0–1   |
| Sporting CP          | 6–2   | LASK Linz         | 4–0  | 2–2   |
| Arsenal              | 3–1   | Glentoran         | 3–0  | 0–1   |
| Carl Zeiss Jena      | 1–0   | Altay             | 1–0  | 0–0   |
| Aris Thessaloniki    | 1–4   | Cagliari          | 1–1  | 0–3   |
| Sabadell             | 3–5   | Club Brugge       | 2–0  | 1–5   |
| Partizan             | 2–3   | Újpest            | 2–1  | 0–2   |
| Stuttgart            | 4–1   | Malmö FF          | 3–0  | 1–1   |
| Metz                 | 2–3   | Napoli            | 1–1  | 1–2   |
| Hannover 96          | 2–4   | Ajax              | 2–1  | 0–3   |
| Wiener Sport-Club    | 5–6   | Ruch Chorzów      | 4–2  | 1–4   |

### Prima manșă
| Juventus                                  | 3–1 | Lokomotiv Plovdiv |
| ----------------------------------------- | --- | ----------------- |
| Vieri 27' (pen.) Leonardi 31' Castano 71' |     | Vasilev 1'        |

| Internazionale              | 3–0 | Sparta Praga |
| --------------------------- | --- | ------------ |
| Boninsegna 68' 79' Reif 84' |     |              |

| Aris Thessaloniki | 1–1 | Cagliari         |
| ----------------- | --- | ---------------- |
| Spiridon 12'      |     | Martiradonna 82' |

| Metz            | 1–1 | Napoli      |
| --------------- | --- | ----------- |
| Szczepaniak 67' |     | Bosdaves 8' |

### A doua manșă
| Lokomotiv Plovdiv | 1–2 | Juventus                  |
| ----------------- | --- | ------------------------- |
| Vasilev 62'       |     | Leonardi 21' Anastasi 75' |

Juventus s-a calificat cu scorul general de 5–2.
| Sparta Praga | 0–1 | Internazionale |
| ------------ | --- | -------------- |
|              |     | Boninsegna 6'  |

Internazionale s-a calificat cu scorul general de 4–0.
| Cagliari                                | 3–0 | Aris Thessaloniki |
| --------------------------------------- | --- | ----------------- |
| Domenghini 10' Riva 13' Gori 76' (pen.) |     |                   |

The game was abandoned after Cagliari's third goal because three Greek players refused to return to the pitch after they were expelled by the police. UEFA ruled the 3–0 score as Finala.
Cagliari s-a calificat cu scorul general de 4–1.
| Napoli                         | 2–1 | Metz        |
| ------------------------------ | --- | ----------- |
| Bianchi 41' Improta 60' (pen.) |     | Hausser 70' |

Napoli s-a calificat cu scorul general de 3–2.

## A doua rundă
| Echipa #1            | Total  | Echipa #2        | Tur | Retur |
| -------------------- | ------ | ---------------- | --- | ----- |
| Anderlecht           | 13–4   | Coleraine        | 6–1 | 7–3   |
| Dunfermline Athletic | 3–1    | Gwardia Varșovia | 2–1 | 1–0   |
| Porto                | 0–1    | Newcastle United | 0–0 | 0–1   |
| Vitória de Guimarães | 4–8    | Southampton      | 3–3 | 1–5   |
| Vitória de Setúbal   | (d)3–3 | Liverpool        | 1–0 | 2–3   |
| Hertha BSC           | 3–1    | Juventus         | 3–1 | 0–0   |
| Győr                 | 2–5    | Barcelona        | 2–3 | 0–2   |
| Hansa Rostock        | 2–4    | Internazionale   | 2–1 | 0–3   |
| Kilmarnock           | 4–3    | Slavia Sofia     | 4–1 | 0–2   |
| Skeid                | 0–2    | Dinamo Bacău     | 0–0 | 0–2   |
| Charleroi            | 3–3(d) | Rouen            | 3–1 | 0–2   |
| Sporting CP          | 0–3    | Arsenal          | 0–0 | 0–3   |
| Carl Zeiss Jena      | 3–0    | Cagliari         | 2–0 | 1–0   |
| Club Brugge          | 5–5(a) | Újpest           | 5–2 | 0–3   |
| Stuttgart            | 0–1    | Napoli           | 0–0 | 0–1   |
| Ajax                 | 9–1    | Ruch Chorzów     | 7–0 | 2–1   |

### Prima manșă
| Hertha BSC                          | 3–1 | Juventus     |
| ----------------------------------- | --- | ------------ |
| Gayer 16' Wild 31' Steffenhagen 79' |     | Anastasi 14' |

| Hansa Rostock              | 2–1 | Internazionale |
| -------------------------- | --- | -------------- |
| Hergesell 63' Sackritz 89' |     | Boninsegna 1'  |

| Carl Zeiss Jena              | 2–0 | Cagliari |
| ---------------------------- | --- | -------- |
| Rock 63' Irmscher 73' (pen.) |     |          |

| Stuttgart | 0–0 | Napoli |
| --------- | --- | ------ |
|           |     |        |

### A doua manșă
| Juventus | 0–0 | Hertha BSC |
| -------- | --- | ---------- |
|          |     |            |

Hertha BSC s-a calificat cu scorul general de 3–1.
| Internazionale                 | 3–0 | Hansa Rostock |
| ------------------------------ | --- | ------------- |
| Jair 5' Suárez 23' Mazzola 32' |     |               |

Internazionale s-a calificat cu scorul general de 4–2.
| Cagliari | 0–1 | Carl Zeiss Jena |
| -------- | --- | --------------- |
|          |     | Stein 8'        |

Carl Zeiss Jena s-a calificat cu scorul general de 3–0.
| Napoli    | 1–0 | Stuttgart |
| --------- | --- | --------- |
| Canzi 75' |     |           |

Napoli s-a calificat cu scorul general de 1–0.

## A treia rundă
| Echipa #1          | Total  | Echipa #2            | Tur | Retur    |
| ------------------ | ------ | -------------------- | --- | -------- |
| Anderlecht         | (d)3–3 | Dunfermline Athletic | 1–0 | 2–3      |
| Newcastle United   | (d)1–1 | Southampton          | 0–0 | 1–1      |
| Vitória de Setúbal | 1–2    | Hertha BSC           | 1–1 | 0–1      |
| Barcelona          | 2–3    | Internazionale       | 1–2 | 1–1      |
| Kilmarnock         | 1–3    | Dinamo Bacău         | 1–1 | 0–2      |
| Rouen              | 0–1    | Arsenal              | 0–0 | 0–1      |
| Carl Zeiss Jena    | 4–0    | Újpest               | 1–0 | 3–0      |
| Napoli             | 1–4    | Ajax                 | 1–0 | 0–4(aet) |

### Prima manșă
| Barcelona | 1–2 | Internazionale            |
| --------- | --- | ------------------------- |
| Fusté 21' |     | Boninsegna 9' Bertini 34' |

| Napoli         | 1–0 | Ajax |
| -------------- | --- | ---- |
| Manservisi 37' |     |      |

### A doua manșă
| Internazionale | 1–0 | Barcelona |
| -------------- | --- | --------- |
| Boninsegna 15' |     |           |

The game was abandoned in the 33rd minute due to low visibility and fog. It was Rejucareed.
| Internazionale | 1–1 | Barcelona  |
| -------------- | --- | ---------- |
| Boninsegna 18' |     | Rexach 29' |

Internazionale s-a calificat cu scorul general de 3–2.
| Ajax                                | 4–0 (d.p.) | Napoli |
| ----------------------------------- | ---------- | ------ |
| Swart 35' Suurendonk 109' 113' 116' |            |        |

The game was originally scheduled for ianuarie 7th, but was postponed due to fog in Amsterdam.
Ajax s-a calificat cu scorul general de 4–1.

## Sferturi
| Echipa #1       | Total  | Echipa #2        | Tur | Retur |
| --------------- | ------ | ---------------- | --- | ----- |
| Anderlecht      | (d)3–3 | Newcastle United | 2–0 | 1–3   |
| Hertha BSC      | 1–2    | Internazionale   | 1–0 | 0–2   |
| Dinamo Bacău    | 1–9    | Arsenal          | 0–2 | 1–7   |
| Carl Zeiss Jena | 4–6    | Ajax             | 3–1 | 1–5   |

### Prima manșă
| Hertha BSC | 1–0 | Internazionale |
| ---------- | --- | -------------- |
| Horr 22'   |     |                |

### A doua manșă
| Internazionale            | 2–0 | Hertha BSC |
| ------------------------- | --- | ---------- |
| Boninsegna 47' 60' (pen.) |     |            |

Internazionale s-a calificat cu scorul general de 2–1.

## Semifinalele
| Echipa #1  | Total | Echipa #2      | Tur | Retur |
| ---------- | ----- | -------------- | --- | ----- |
| Anderlecht | 2–1   | Internazionale | 0–1 | 2–0   |
| Arsenal    | 3–1   | Ajax           | 3–0 | 0–1   |

### Prima manșă
| Anderlecht | 0–1 | Internazionale |
| ---------- | --- | -------------- |
|            |     | Boninsegna 49' |

### A doua manșă
| Internazionale | 0–2 | Anderlecht       |
| -------------- | --- | ---------------- |
|                |     | Bergholtz 3' 45' |

Anderlecht s-a calificat cu scorul general de 2–1.

## Finala
| Echipa #1  | Total | Echipa #2 | Tur | Retur |
| ---------- | ----- | --------- | --- | ----- |
| Anderlecht | 3–4   | Arsenal   | 3–1 | 0–3   |

### Prima manșă
| Anderlecht                   | 3–1 | Arsenal     |
| ---------------------------- | --- | ----------- |
| Devrindt 25' Mulder 30', 74' |     | Kennedy 82' |

### A doua manșă
| Arsenal                           | 3–0 | Anderlecht |
| --------------------------------- | --- | ---------- |
| Kelly 25' Radford 75' Sammels 76' |     |            |

Arsenal a câștigat cu scorul general de 4–3.